# Bléquin
Bléquin is een gemeente in het Franse departement Pas-de-Calais (regio Hauts-de-France) en telt 338 inwoners (2005). De plaats maakt deel uit van het arrondissement Sint-Omaars.

## Geografie
De oppervlakte van Bléquin bedraagt 8,8 km², de bevolkingsdichtheid is 38,4 inwoners per km².
De onderstaande kaart toont de ligging van Bléquin met de belangrijkste infrastructuur en aangrenzende gemeenten.

## Demografie
Onderstaande figuur toont het verloop van het inwonertal (bron: INSEE-tellingen).